# Pearisburg
Pearisburg is een plaats (town) in de Amerikaanse staat Virginia, en valt bestuurlijk gezien onder Giles County.

## Demografie
Bij de volkstelling in 2000 werd het aantal inwoners vastgesteld op 2729.
In 2006 is het aantal inwoners door het United States Census Bureau geschat op 2796, een stijging van 67 (2,5%).

## Geografie
Volgens het United States Census Bureau beslaat de plaats een oppervlakte van
7,9 km², geheel bestaande uit land. Pearisburg ligt op ongeveer 640 m boven zeeniveau.

## Plaatsen in de nabije omgeving
De onderstaande figuur toont nabijgelegen plaatsen in een straal van 12 km rond Pearisburg.